# Literatura ecológica
La literatura ecológica es una rama o género de la literatura que se especializa en tratar problemas específicamente relacionados con la ecología. La literatura ecológica es la continuación de una serie de reflexiones en torno a la crisis ecológica que va más allá de reconsiderar los métodos de producción o los procesos tecnológicos.

## Descripción del género
Se trata de un género literario que va cobrando aumento en los últimos tiempos, en donde cada día es mayor el material que se puede encontrar al respecto.
El tema es generalmente desarrollado por científicos, filósofos, estudiosos de la naturaleza, observadores de los fenómenos climáticos, meteorólogos, físicos, químicos, biólogos y geólogos; entre otros tantos especialistas que estudian temas directamente relacionados con el medio ambiente y los seres que lo integran. Los objetivos perseguidos buscan mejorar la calidad de subsistencia de nuestro hábitat y sus ocupantes; concienciar sobre el mayor cuidado que debe poner el hombre respecto al tratamiento de la naturaleza; y advertir sobre el acelerado proceso de destrucción que -consciente o inconscientemente- se está provocando sobre la vida en todo su conjunto.

## Objetivos fundamentales
A medida que han avanzado los tiempos, el hombre (que ha causado -en ocasiones sin saberlo- grandes estragos en la naturaleza) está reflexionando sobre los peligros que se ciernen en torno al futuro de la humanidad y del planeta, por lo tanto busca -escribiendo- llamar a la meditación del conjunto del género humano, pero más profundamente a las nuevas generaciones para que no abandonen el estudio de las causales que están generando aceleradamente el proceso de destrucción del planeta y todo lo que lo habita; con el principal objetivo de centrar gran parte de su atención, sus criterios, y conocimientos, al desarrollo de programas y acciones que entren en funcionamiento en forma inmediata para desacelerar la devastación de la Tierra.

## Formar conciencia
Quienes son profundos conocedores de los serios problemas que se avecinan en un futuro no tan lejano, buscan formar conciencia entre los más jóvenes -que como es lógico son susceptibles a dispersarse en otras temáticas, tal vez no tan necesarias como lo es ésta- a fin de que cada vez más se aboquen al estudio de los temas que abarcan todas las ramas que tratan sobre la "ecología" en todos sus aspectos abarcables.